# Rot an der Rot
Rot an der Rot là một xã ở huyện Biberach ở bang Baden-Württemberg thuộc nước Đức. Đô thị này có diện tích 63,41 km², dân số thời điểm 31 tháng 12 năm 2020 là 4588 người.